# ماتيلدي كالبو روديرو
ماتيلدي كالفو روديرو، (مدريدمدريد، 1899-1982) كانت فنانة إسبانية في فن الحفر وتجليد الكتب في القرن العشرين.

## الطريق
درست في المدرسة الخاصة للرسم والنحت والحفر في مدريد، وشاركت في الدراسة مع روزا تشاسيل، تيموتيو بيريز روبيو وفيكتورينا دوران Pilar calvo roderoتي كانت صديقة مقربة لها. كانت معروفة باسم "أميرة الدولار" لأنها تساعد زملاءها الذين لا يملكون المال لشراء المواد. كان لديها ورشة في شارع فينتورا دي فيغا شاركته مع دوران.
عملت في المتحف الوطني للفنون الصناعية، المعروف منذ 1927 بالمتحف الوطني للفنون الزخرفيةMuseo nacional de artes decorativad، مع دوران وفرانسيسكو بيريز دولز وآخرين في أوائل العشرينيات.  
في عام 1920 شاركت في أول صالون خريفي للفنانين المستقلين الذي أسسته جمعية الرسامين والنحاتين، وجمع 700 فنان منهم 24 امرأة. بعد عام، عرضت أعمالها في الأتينيوAteneo في مدريد مع دوران التي عرضت باتيكBatiks، دراسات فنية ونقوش مائية. كما عرضت نقوش مائية في المعرض الوطني لعام 1922 وفازت بجائزة عمل بعنوان "حديقة رومانسية".
. في عام 1923، أعلنت الإدارة العامة للفنون الجميلة Dirección general de bellasعن مسابقة وطنية للرسم متعلقة بالفنون الصناعية، وفازت بجائزة قدرها 1000 بيسيتا عن مشروع زخرفة سيراميكية في قسم "السيراميك على السطح المستوي، المينا والزجاجيات". كما فاز في تلك المسابقة بيريز دولز عن باتيكساته، فيكتورينا دوران عن مشروع السجاد، وأمبارو وغلوريا بريم عن ملصقاتهم ورسوماتهم المسرحية.
في عام 1925 شاركت في المعرض الدولي للفنون الزخرفية الذي أقيم في باريس، وحصلت على ميدالية فضية. عرضت سبعة تجليدات فنية من الجلد لأعمال مثل Vita Nova، Manon Lescaut، سيدة الكاميلياLa dama de las camelias، معاهدة التقنية الزخرفية، القمر الجديد، هيرنان ودوروتيا، وسالومي.
في عام 1926 شاركت مرة أخرى في المعرض الوطني للفنون الجميلة بغطاء من الجلد المرقّع مع تطبيقات. كانت عضوة في نادي نساء اللايسيم، وفي نفس العام عرضت مع دوران نقوشاً مائية في قاعات النادي، حيث أبدت النقاد إعجابهم بعمل "النافورة" لإضاءته الخلفية المميزة، وكذلك بأغلفة الكتب المزخرفة والمثقوبة بتطبيقات من المعادن المزخرفة والأحجار. حسب ذكريات فيكتورينا دوران، كانوا يشتركون معًا في المجلس في صالون الشاي مع ترودي كرا، زوجة لويس أراكوستاين، إيزابيل إسبادا وجوليا إيرورتاجوينيا، زوجة توماس ميابي. كما كانت صديقة لهم إيلينا فورتون.
في عام 1929 حصلت على جائزة في المسابقة الوطنية للفنون الزخرفية والنقش بقيمة 1000 بيسيتا عن عمل في تجليد الكتب.
. بعد الحرب الأهلية واصلت المشاركة في المعارض، ففي عام 1946 شاركت في الصالون النسائي الأول للفنون الجميلة، الذي نظمته مجلة "دومينغو" وبرعته الإدارة العامة للفنون الجميلة. من بين الفنانات الأخريات كان هناك روزاريو دي فيلاسكو، وأنخليس سانتوس، وماريسا روسيت.

## التقديرات
.في نوفمبر 2015 كانت قطعة الشهر في متحف الفنون الزخرفية هي تجليد كتب من تصميمها. 